# Speedski-Weltcup 2019
Der Speedski-Weltcup 2019 begann am 13. Februar 2019 in Salla (Finnland) und endete am 13. April 2019 in Grandvalira / Grau Roig (Andorra).
Für die Weltmeisterschaft Ende März in Vars wurde die Saison kurz unterbrochen.
Als Wettbewerbe waren bei Herren und Damen je sieben Rennen an vier Orten geplant.
Bei den Herren verteidigt Simone Origone (Italien) seinen und bei den Damen Valentina Greggio (Italien) ihren Titel.

## Weltcupwertung
| Rang | Athlet               | Punkte |
| ---- | -------------------- | ------ |
| 1    | Simone Origone       | 640    |
| 2    | Manuel Kramer        | 500    |
| 3    | Simon Billy          | 398    |
| 4    | Klaus Schrottshammer | 320    |
| 5    | Mikhail Shumilin     | 280    |
| 6    | Ivan Origone         | 235    |
| 7    | Jan Farrell          | 197    |
| 8    | Reto Eigenmann       | 180    |
| 9    | Bastien Montes       | 175    |
| 10   | Emilio Giacomelli    | 161    |

| Rang | Athletin             | Punkte |
| ---- | -------------------- | ------ |
| 1    | Britta Backlund      | 640    |
| 2    | Valentina Greggio    | 560    |
| 3    | Célia Martinez       | 406    |
| 4    | Lisa Hovland-Udén    | 300    |
| 5    | Clea Martinez        | 225    |
| 6    | Hanna Matslofva      | 190    |
| 7    | Lisa Fournet Fayard  | 185    |
| 8    | Mathilda Persson     | 116    |
| 9    | Martina Foldynova    | 81     |
| 10   | Janni-Maria Heikkila | 76     |

## Podestplatzierungen Herren
| Datum      | Ort                           | 1. Platz                             | 2. Platz                             | 3. Platz                             |
| ---------- | ----------------------------- | ------------------------------------ | ------------------------------------ | ------------------------------------ |
| 08.02.2019 | Idre (SWE)                    | Auf den 8. März 2019 verschoben.     | Auf den 8. März 2019 verschoben.     | Auf den 8. März 2019 verschoben.     |
| 09.02.2019 | Idre (SWE)                    | Auf den 9. März 2019 verschoben.     | Auf den 9. März 2019 verschoben.     | Auf den 9. März 2019 verschoben.     |
| 12.02.2019 | Salla (FIN)                   | Auf den 14. Februar 2019 verschoben. | Auf den 14. Februar 2019 verschoben. | Auf den 14. Februar 2019 verschoben. |
| 13.02.2019 | Salla (FIN)                   | Manuel Kramer                        | Simone Origone                       | Ivan Origone                         |
| 14.02.2019 | Salla (FIN)                   | Manuel Kramer                        | Simone Origone                       | Klaus Schrottshammer                 |
| 08.03.2019 | Idre (SWE)                    | Simone Origone                       | Simon Billy                          | Manuel Kramer                        |
| 09.03.2019 | Idre (SWE)                    | Simone Origone                       | Simon Billy                          | Manuel Kramer                        |
| 26.03.2019 | Vars (FRA)                    | Simon Billy                          | Simone Origone                       | Manuel Kramer                        |
| 03.04.2019 | Vars (FRA)                    | Auf den 26. März 2019 verschoben.    | Auf den 26. März 2019 verschoben.    | Auf den 26. März 2019 verschoben.    |
| 04.04.2019 | Vars (FRA)                    | Abgesagt.                            | Abgesagt.                            | Abgesagt.                            |
| 12.04.2019 | Grandvalira / Grau Roig (AND) | Simone Origone                       | Manuel Kramer                        | Klaus Schrottshammer                 |
| 13.04.2019 | Grandvalira / Grau Roig (AND) | Simone Origone                       | Bastien Montes                       | Klaus Schrottshammer                 |

## Podestplatzierungen Damen
| Datum      | Ort                           | 1. Platz                             | 2. Platz                             | 3. Platz                             |
| ---------- | ----------------------------- | ------------------------------------ | ------------------------------------ | ------------------------------------ |
| 08.02.2019 | Idre (SWE)                    | Auf den 8. März 2019 verschoben.     | Auf den 8. März 2019 verschoben.     | Auf den 8. März 2019 verschoben.     |
| 09.02.2019 | Idre (SWE)                    | Auf den 9. März 2019 verschoben.     | Auf den 9. März 2019 verschoben.     | Auf den 9. März 2019 verschoben.     |
| 12.02.2019 | Salla (FIN)                   | Auf den 14. Februar 2019 verschoben. | Auf den 14. Februar 2019 verschoben. | Auf den 14. Februar 2019 verschoben. |
| 13.02.2019 | Salla (FIN)                   | Britta Backlund                      | Valentina Greggio                    | Célia Martinez                       |
| 14.02.2019 | Salla (FIN)                   | Britta Backlund                      | Célia Martinez                       | Valentina Greggio                    |
| 08.03.2019 | Idre (SWE)                    | Valentina Greggio                    | Célia Martinez                       | Britta Backlund                      |
| 09.03.2019 | Idre (SWE)                    | Britta Backlund                      | Valentina Greggio                    | Célia Martinez                       |
| 26.03.2019 | Vars (FRA)                    | Britta Backlund                      | Lisa Hovland-Udén                    | Valentina Greggio                    |
| 03.04.2019 | Vars (FRA)                    | Auf den 26. März 2019 verschoben.    | Auf den 26. März 2019 verschoben.    | Auf den 26. März 2019 verschoben.    |
| 04.04.2019 | Vars (FRA)                    | Abgesagt.                            | Abgesagt.                            | Abgesagt.                            |
| 12.04.2019 | Grandvalira / Grau Roig (AND) | Britta Backlund                      | Valentina Greggio                    | Lisa Hovland-Udén                    |
| 13.04.2019 | Grandvalira / Grau Roig (AND) | Valentina Greggio                    | Britta Backlund                      | Lisa Hovland-Udén                    |